# Michelle Ang
Michelle Ang (Christchurch, 17 ottobre 1983) è un'attrice neozelandese.

## Biografia
Nata da padre cinese e madre neozelandese, fin dalla nascita ha vissuto in Nuova Zelanda. I suoi primi passi in televisione risalgono alla serie televisiva Xena - Principessa guerriera e successivamente al film televisivo. Diventa famosa con altre serie televisive come La Tribù e Underemployed - Generazione in saldo.

## Filmografia

### Cinema
- Futile Attraction, regia di Mark Prebble (2004)
- No. 2, regia di Toa Fraser (2006)
- Big Mama - Tale padre, tale figlio (Big Mommas: Like Father, Like Son), regia di John Whitesell (2011)
- My Wedding and Other Secrets, regia di Roseanne Liang (2011)
- The Taking, regia di Adam Robitel (2014)
- Codice 999 (Triple 9), regia di John Hillcoat (2016)
- High Flying Bird, regia di Steven Soderbergh (2019)

### Televisione
- La Tribù – serie TV, 141 episodi (1999-2002)
- Xena - Principessa guerriera (Xena: Warrior Princess) – serie TV, episodi 6x21-6x22 (2001)
- Xena - Principessa guerriera - Lo scontro finale (Xena: Warrior Princess - A Friend in Need), regia di Rob Tapert – film TV (2002)
- Neighbours – serial TV, 88 puntate (2002-2004)
- Outrageous Fortune - Crimini di famiglia (Outrageous Fortune) – serie TV, 16 episodi (2005-2006)
- A sud del Paradiso (South of Nowhere) – serie TV, 4 episodi (2009)
- Underemployed - Generazione in saldo (Underemployed) – serie TV, 12 episodi (2012-2013)
- Top of the Lake - Il mistero del lago (Top of the Lake) – miniserie TV, episodi 1x01-1x03 (2013)
- Grey's Anatomy – serie TV, episodio 9x22 (2013)
- Drop Dead Diva – serie TV, episodio 5x07 (2013)
- Perception – serie TV, episodio 2x10 (2013)
- Rizzoli & Isles – serie TV, episodio 5x11 (2014)
- NCIS: Los Angeles – serie TV, episodio 6x19 (2015)
- Fear the Walking Dead: Flight 462 – serie web, 16 episodi (2015-2016)
- Fear the Walking Dead – serie TV, episodi 2x03-2x05 (2016)
- The Twilight Zone – serie TV, episodio 2x06 (2020)

## Doppiatrici italiane
Nelle versioni in italiano delle opere in cui ha recitato, Michelle Ang è stata doppiata da:
- Valentina Mari in Xena principessa guerriera, Grey's Anatomy
- Letizia Scifoni in Big Mama - Tale padre, tale figlio
- Chiara Gioncardi in Codice 999, The New Legends of Monkey
- Veronica Puccio in Underemployed - Generazione in saldo
- Maria Giulia Ciucci in Rizzoli & Isles
- Monica Migliori in NCIS: Los Angeles
- Emanuela D'Amico in Fear the Walking Dead
- Tiziana Martello in Star Wars: The Bad Batch
- Irene Trotta in High Flying Bird